# الجيش الملكي الإسباني
الجيش الملكي الإسباني هو فرع من القوات المسلحة الملكية الإسبانية المسؤول عن العمليات البرية العسكرية. يعد واحداً من أقدم الجيوش النشطة في العالم إذ تأسس في أواخر القرن الخامس عشر.
كان الجيش الإسباني موجودًا بشكل مستمر منذ عهد الملك فرديناند والملكة إيزابيلا (أواخر القرن الخامس عشر). واقتصرت مهمته بالدفاع عن شبه جزيرة إسبانيا [الإنجليزية] وجزر البليار وجزر الكناري ومليلية وسبتة والجزر والصخور الإسبانية قبالة الساحل الشمالي لأفريقيا.

## تاريخ
خلال القرن السادس عشر، نمت القوة العسكرية لإسبانيا هابسبورغ بشكل مطرد. أسفرت الحروب الإيطالية (1494-1559) عن انتصار وهيمنة إسبانية نهائيين في شمال إيطاليا بطرد الفرنسيين. خلال الحرب غيّر الجيش الإسباني تنظيمه وتكتيكاته، فتطورمن قوة مسلحة تستخدم بشكل أساسي البايك (حاملو الرماح) والمطرد إلى تشكيل قوة عسكرية تجمع بين الجنود المسلحين بالحراب والجنود المسلحين بالبنادق (القربينة). تطور هذه القوة العسكرية خلال القرن السادس عشر إلى تشكيل وحدة مشاة أطلق عليها اسم تيرسيو (وهي وحدة عسكرية للجيش الإسباني في عهد الملوك الكاثوليك وإسبانيا هابسبورغ في أوائل العصر الحديث).
بدعم من الموارد المالية المستمدة من الأمريكتين خاضت إسبانيا حروبًا عديدة ضد أعدائها مثل الثورة الهولندية التي استمرت لفترة طويلة (1568-1609)، والدفاع عن أوروبا المسيحية من الغارات والغزوات العثمانية، ودعم القضية الكاثوليكية في الحروب الأهلية الفرنسية، والحرب ضد إنجلترا خلال الحرب الأنجلو-إسبانية ( 1585-1604). نما حجم الجيش الإسباني (خلال حرب الثلاثين عامًا التي مزقت أوروبا) من حوالي 20 ألف جندي في سبعينيات القرن التاسع عشر إلى حوالي 300 ألف جندي بحلول ثلاثينيات القرن السادس عشر، مما استلزم تجنيد المزيد من الجنود من جميع أنحاء أوروبا. ومع وجود هذا العدد الهائل من الجنود كافحت إسبانيا لتمويل المجهود الحربي على جبهات عديدة. أدى عدم دفع رواتب القوات العسكرية إلى العديد من التمردات والأحداث مثل مذبحة أنتويرب [الإنجليزية] (1576) التي تسببت بمقتل 17000 شخص.

### القرن الثامن عشر
ظلت إسبانيا قوة بحرية وعسكرية كبيرة، تعتمد على الممرات البحرية الحرجة التي تمتد من إسبانيا عبر منطقة البحر الكاريبي وأمريكا الجنوبية، وغربًا إلى مانيلا والشرق الأقصى.
أعيد تنظيم الجيش على النموذج الفرنسي، وتحولت وحدة المشاة القديمة (تيرسيو) إلى أفواج في عام 1704. وفي عام 1764 تأسست أول مدرسة عسكرية حديثة (مدرسة المدفعية) في شقوبية. في عام 1768 أصدر الملك كارلوس الثالث "المراسيم الملكية للنظام والانضباط والتبعية والخدمة في جيوشه" والتي ظلت سارية المفعول حتى عام 1978.

## رتب
الرتب العسكرية في الجيش الأسباني هي كما يلي أدناه. للمقارنة مع غيرها من صفوف حلف شمال الأطلسي وشارات الرتب انظر من حلف شمال الأطلسي. وارتدى صفوف على الأكمام، والكتفين الكفة لجميع الملابس العسكرية، ولكنها تختلف حسب نوع الزي المستخدمة.

### برتب ضباط
- كاباليرو Cadete -- كاديت فارس
- كاباليرو Alferez Cadete—الراية فارس كاديت
- Alferez -- الراية
- تنينتي -- الملازم
- كابيتان -- الكابتن
- القائد -- قائد/ الرئيسية
- تنينتي كورونيل -- اللفتنانت كولونيل
- ' كورونيل -- العقيد
- الجنرال دي واء -- لواء العام
- الشعبة العامة دي -- الأقسام العامة
- تنينتي العام -- الجنرال
- الجنرال دي إخرسيتو -- العامة لجيش
- كابيتان العام -- الكابتن العامة

### الرتب من ضباط الصف وجند
- سولدادو -- خاص
- سولدادو دي الأسباني -- من الدرجة الأولى الخاصة
- ' كابو -- عريف
- كابو بريميرو -- العريف
- كابو عمدة -- العريف الرئيسية/انس الرقيب
- Sargento -- الرقيب
- Sargento بريميرو -- الرقيب
- واء -- العميد/الرقيب من الدرجة الأولى
- Subteniente - ملازم فرعي
- عمدة ضابط صف -- ضابط الفرعية الرئيسية

## 1985: الوضع والمعدات
في هذه السنة بدأت عملية إعادة تنظيم الجيش الأسباني الذي شمل التخفيض 45000 رجل. انها، في الوقت، واحدة مدرعة تقسيم (2 ألوية مدرعة النشطة والاحتياطي واحد)، فرقة واحدة ميكانيكية، واحدة بمحرك الانقسام، وخمسة ألوية منفصلة (واحد من كل من:، المدرعة المحمولة جوا، والهواء والاعتداء، والمشاة والمدفعية الثقيلة). هذه الوحدات، جنبا إلى جنب مع بعض الأفواج منفصلة، وكانوا في العنصر النشط للجيش (الجيش الميداني أو قسم الصناعات السمكية).
في الجيش الإقليمي (قوات الاحتياط، كما تعرف بالإسبانية FDOT) كان هناك:-
- 2 الجبل الانقسامات TA
- 1 TA واء جبال الألب
- لواء المشاة 9 من TA (كل على أساس: ثلاث كتائب مدفعية مجموعة واحدة، شركة واحدة الكشفية، وشركة واحدة إشارة واحدة الشركة اللوجستية)
- 4 Tercios TA من الفيلق الإسباني
- 1 لواء مدفعية TA
- 1 TA الألوية والافواج TA خمسة من المدفعية الساحلية
- 2 TA أفواج المدفعية الثقيلة، وبعض وحدات صغيرة.

وكانت قوات أخرى: في وBalearics (أفواج المشاة الثلاث وحدات الدعم)، هل الكناري. (واحد Tercio فوج المشاة وأفواج ثلاثة)، سبتة ومليلية (2 أفواج الأفريقية [أي الإثنية المغربية] وTercios القوات الثلاث).
وكانت الأسلحة (SP يعني الدفع الذاتي):-
- الدبابات: M47E/E1/E2، M48A5E، AMX - 30E، M41
- المدرعة: AML - 60، AML - 90، مركزنا، BMR - 600، BLR، M113
- المدفعية: M108 SP، موديل 56 (105 ملم)، M109 SP، SP M44، M114، M59 (155 ملم)، M107 SP (175 ملم)، M110 SP (203 ملم)، عالم حواء تيرويل 1 (140 ؛ ملم)، L21 (216 ملم)، L10 (300 ملم).
- المدفعية الساحلية: 88، 152، 203، 305، 381 مم
- قذائف مورتر: اسبيرانزا 60، 81، 120 مم، M125 SP (81 ملم)، SP M125A1 (120 ملم)
- A.A. الأسلحة: M55 12,7 ملم، GAO - B1 20 ملم، 35 ملم GDF، L70 40 ملم، 90 ملم M117. SAM - 30 AMX رولاند، HAWK، نايك هرقل.

AT الأسلحة: قاذفات صواريخ M65 89 مم، M 40 RLC 106 مم، ATGW كوبرا، ميلانو، والساخنة، TOW، M 47 التنين
أسلحة المشاة * : M41/59 7,62 ملم وبنادق أوتوماتيكية CETME 7,62 ملم.
- الطيران: UH - 1B / H، Aluette الثالث، BO 105، AB.212، O - 58، CH - 47

## 1991: الوضع واعادة التنظيم
في ذلك الوقت كانت هناك خطة تسمى META، في تحديث الجيش الأسباني، الذي كان مدار بحث بين 1982 و1988. وكان قسم الصناعات السمكية وزارة النقل (الميداني للجيش وجيش الإقليمية) خفضت مناطق عسكرية 9-6، الولايات المتحدة وخفضت الألوية 24-15. خفضت في الآونة الأخيرة رجال من 279000 إلى 230000.
خمسة أقسام، مع 11 لواء، ونظمت على النحو التالي:
- 1 الفرقة المدرعة BRUNETE (اللواء الميكانيكى الحادي عشر والثاني عشر لواء المدرع)

2 * شعبة الميكانيكية غوسمان EL بوينو (القرن الحادي والعشرين والثاني والعشرين اللواء الميكانيكى والثالث والعشرين كتائب الميكانيكية)
- 3 الشعبة الميكانيكية MAESTRAZGO (الثاني والثلاثون وكتائب XXXIII الميكانيكية)
- 4 جبل الشعبة URGEL (XLI XLII وكتائب الجبال)
- 5 الجبال شعبة نافارا (LI جبل لواء واللواء LII الميكانيكية).

وكانت ثلاثة ألوية منفصلة: الهجوم الجوي اللواء Jarama، وألوية مدرعة Castillejos، ولواء محمول جوا BRIPAC، وهذا الأخير ضمن الاحتياطي العام. وحدات ثانوية تضم 14000 رجل في الكناري هو. 9000 على الباليار هل. و7000 في سبتة ومليلية. وخصصت ست مجموعات والشركات الثلاث لعمليات خاصة (الحكومة المصرية ومجلس أوروبا). وكان هيكل الشعب القياسية:
12,000-17,000 الرجال، مع واحد HQ، واحدة مدرعة خفيفة فوج سلاح الفرسان، واثنين أو ثلاثة ألوية، فوج مدفعية من مجموعتين (12 أو 18 مدفعا لكل منهما)، مجموعة واحدة AAA بوفورز المسلحة، والعديد من وحدات الدعم (إشارة، بي سي، النقل).
نظمت ألوية قوامها 3000-5000، كتائب 3 أو 4، مجموعة واحدة المدفعية ووحدات الدعم.
أما بالنسبة للأسلحة، في ذلك الوقت كان هناك ما مجموعه 850 دبابة : 299 [AMX - 30] E. 164 M - 48 A5E1، 325 M - 47 و46 E1 M - 47E2. خفض القوات التقليدية في أوروبا لاتفاقات الحد الأقصى 794، ولكن هذا لم ينفذ حتى الآن.

## الهيكل الحالي
قام الجيش الإسباني إعادة هيكلة كبرى؛ زيادة قدراته وتوسيع قوتها. بدأت عملية إعادة التنظيم في عام 2006 واكتمل في أوائل عام 2009.

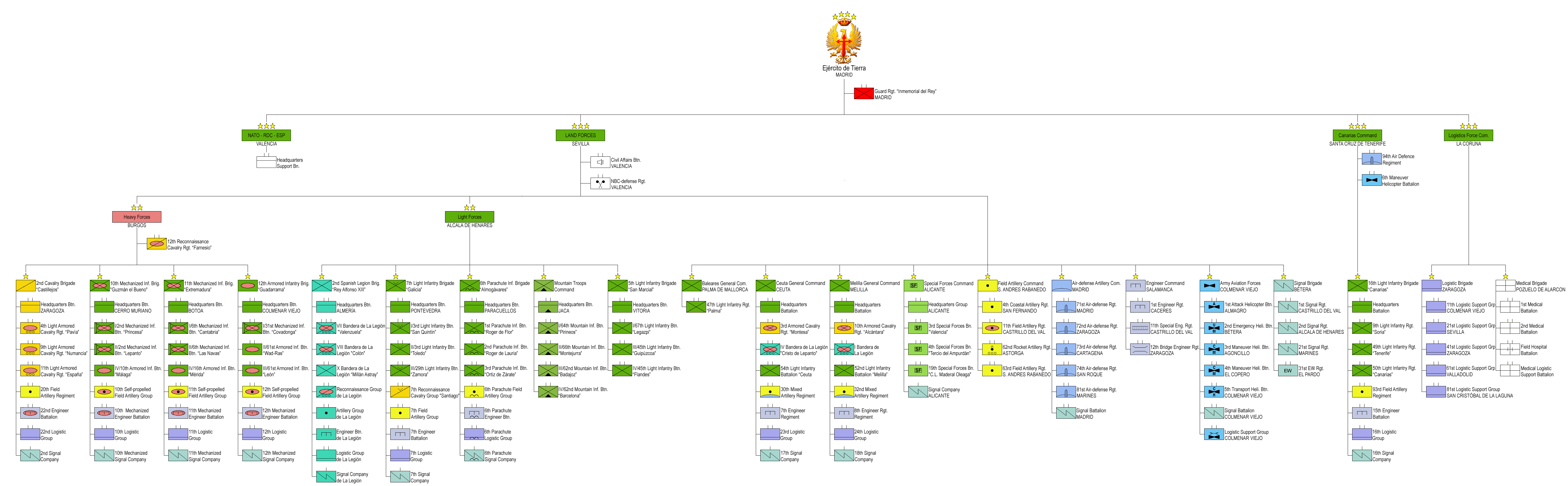
الهيكل التنظيمي الحالي للجيش الأسباني (انقر للتكبير).

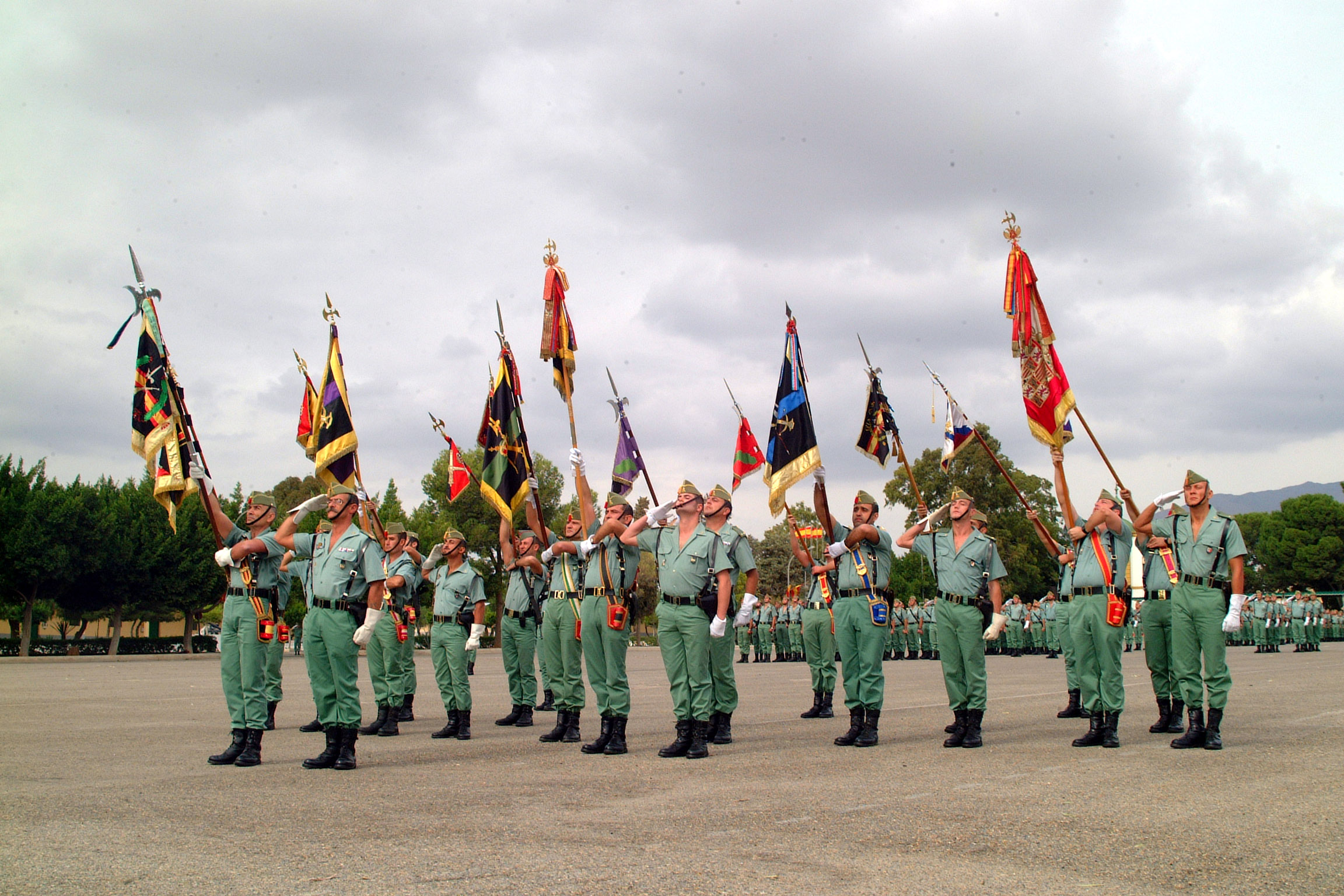
الأسبانية الفيلق

### 1 قيادة القوات البرية -- القوات الثقيلة
علما بأن بانديرا (أعلام) هي أسماء الكتائب من الفيلق الإسباني ولواء المشاة المظليين ومصطلح القديمة Tercio يستخدم لتحديد أفواج الفيلق الإسباني.
- 10th واء المشاة الميكانيكي  «ش غوزمان بوينو» (سيرو Muriano، قرطبة)
  - مقر الكتيبة
  - 1 - 2 كتيبة مشاة ميكانيكية «إزالة الغموض»قالب:برينسيسا حاجة
  - 10 مصفحة RGT المشاة. «قرطبة»
    - المشاة تانك 2 - 10 BTN. «المانسا»
    - تانك المشاة 3 - 10 BTN. «مالقة»

  - كتيبة الاستطلاع 10
  - الذاتي الدفع من نوع 10 كتيبة المدفعية الميدانية
  - الكتيبة 10 المدرعة المهندس
  - مجموعة اللوجستيات 10
  - شركة إشارات 10
- 11th واء المشاة الميكانيكي  «اكستريمادورا» (Botoa، بطليوس).
  - مقر الكتيبة
  - 3 - 16 كتيبة مشاة ميكانيكية «الكانتارا»
  - 6 المشاة الميكانيكية RGT. «سابويا»
    - 1 - 6 كتيبة المشاة الآلية «كانتابريا»
    - 2 - 6 كتيبة المشاة الآلية «لاس نافاس»

  - كتيبة الاستطلاع 11th
  - الذاتي الدفع من نوع كتيبة المدفعية الميدانية 11th
  - 11th الكتيبة المدرعة المهندس
  - مجموعة اللوجستيات 11th
  - شركة إشارات 11th
- 12th واء المشاة الميكانيكي  «جواداراما» (Colmenar فيجو، مدريد).
  - مقر الكتيبة
  - 1 - 31 كتيبة مشاة ميكانيكية «Covadonga»
  - 61 مصفحة RGT المشاة. «ألكازار دي توليدو»
    - المشاة تانك 2 - 61 كتيبة «ود راس»
    - 3 - 61 كتيبة المشاة تانك «ليون»

  - كتيبة الاستطلاع 12TH
  - الذاتي الدفع من نوع كتيبة المدفعية الميدانية 12TH
  - 12TH الكتيبة المدرعة المهندس
  - مجموعة اللوجستيات 12TH
  - شركة إشارات 12TH

### قيادة سلاح البر 2 -- قوات الخفيفة
- '2 لواء الفرسان الثاني" Castillejos "(سرقسطة)
  - مقر السرب
  - 8 الخفيفة فوج الفرسان المدرع «وسيتانيا» (مشاة البحرية، فالنسيا)
  - الفرسان المدرعة الخفيفة 11th فوج «إسبانيا»
  - 12TH الخفيفة فوج الفرسان المدرع «Farnesio» (دي Santovenia Pisuerga، بلد الوليد)
  - فوج مدفعية الميدان 20
  - الكتيبة 22 المدرعة المهندس
  - مجموعة اللوجستيات 2
  - شركة إشارات 2
- 5 عشر لواء المشاة الخفيفة  «سان مارسيال» (فيتوريا، ألافا)
  - مقر الكتيبة
  - 1 - 5 المشاة كتيبة دبابات «Flandes»
  - فوج المشاة الخفيفة 45 «Garellano» (Munguía، بسكاي)
    - 2 - 45 كتيبة المشاة الخفيفة «غويبوسكوا»

  - 67 فوج المشاة الخفيفة «Tercio فيجو دي صقلية» (سان سباستيان، غويبوسكوا)
    - كتيبة المشاة الخفيفة 3 - 67 «يجازبى»
    - 4 - 67 كتيبة المشاة الخفيفة «كولون»

  - كتيبة الاستطلاع 5
  - كتيبة مدفعية الميدان 5
  - كتيبة المهندسين 5
  - المجموعة اللوجستية 5
  - شركة إشارات 5
- المشاة الخفيفة'7 عشر لواء ' «غاليسيا» (Figueirido، بونتيفيدرا)
  - مقر الكتيبة
  - المشاة الخفيفة 3 - 29 كتيبة «زامورا» (Figueirido)
  - 3 فوج المشاة الخفيفة «برينسيبي» (سيرو، أستورياس)
    - 1 - 3 كتيبة المشاة الخفيفة «طليطلة»
    - 2 - 3 كتيبة المشاة الخفيفة «سان كوينتين»

  - 7 كتيبة الاستطلاع
  - كتيبة مدفعية الميدان 7
  - الكتيبة المهندس 7
  - المجموعة 7 اللوجستية
  - الشركة 7 إشارات
- 2 الثانية فيلق الأسبانية لواء  «جلالة الملك ألفونسو الثالث عشر» (VIATOR، ألميريا)
  - HQ بانديرا
  - 3 Tercio «دون جوان دي إزالة الغموض»قالب:النمسا في حاجة
    - 7 المدرعة الخفيفة بانديرا «إزالة الغموض»قالب:فالنزويلا حاجة
    - 8 المدرعة الخفيفة بانديرا «إزالة الغموض»قالب:كولون حاجة

  - 4 Tercio «اليخاندرو Farnesio، دوكي دي بارما» (روندا، مالقة)
    - 10 بانديرا «ميلان تائه»

  - الأسبانية فيلق الفرسان سرب الاستطلاع
  - الأسبانية فيلق المدفعية المجموعة
  - الكتيبة الأسبانية فيلق المهندسين
  - المجموعة الأسبانية الفيلق اللوجستية
  - الشركة الأسبانية الفيلق إشارات
- 6 عشر لواء المشاة المظلي  «ألموغافاريون» (Paracuellos ديل Jarama ومدريد) المعروف أيضا باسم BRIPAC.
  - HQ بانديرا
  - 1 للنقل الجوي، بانديرا «روجر دي فلور»
  - 2 مكيفات الاعتداء بانديرا «روجر دي لوريا»
  - 3 المشاة المظلي بانديرا «أورتيز دي زاراتي» (مورسيا)
  - المدفعية باراشوت 6 المجموعة
  - المهندس المظليين الكتيبة 6
  - مجموعة اللوجستيات 6
  - 6 إشارات شركة باراشوت
- وحدات قيادة الجبل  (خاكا، شقة)
  - دعم الكتيبة
  - جبل فوج المشاة 62 «Arapiles» (سانت كليمنت Sescebes، جيرونا)
    - 3 - 62 كتيبة مشاة الجبل «ألبا دي تورميس»
    - كتيبة المشاة 4 - 63 الجبال «مونتانا شيكلانا» (برشلونة)

  - جبل فوج المشاة 66 «أمريكا» (بامبلونا)
    - كتيبة المشاة 1 - 64 الجبال «البرانس» (خاكا، شقة)
    - 2 - 66 كتيبة مشاة الجبل «مونتيخورا»

  - التزلج وتسلق الشركة التي تعرف أيضا باسم EES.
  - الجبال كتيبة المدفعية 1
  - 1 ماونتن كتيبة المهندسين
  - 1 اللوجستية المجموعة
  - 1 شركة جبل إشارات

### القيادة العامة سبتة
- لواء المشاة  «تنينتي رويز»
  - مقر الكتيبة
  - 2 Tercio «دوكي دي ألبا»
    - 4 المدرعة الخفيفة بانديرا «دي كريستو يبانتو»

  - 54 القوات الأهلية النظامية فوج المشاة الخفيفة «سبتة»
  - 3 فوج الفرسان المدرع «إزالة الغموض»قالب:Montesa حاجة
  - 30 فوج مدفعية المختلطة (حقل الطيران والمدفعية وزير الدفاع)
  - فوج المهندس 7
  - 23 مجموعة اللوجستيات
  - إشارات شركة

### القيادة العامة مليلية
- لواء المشاة  «مليلة»
  - مقر الكتيبة
  - 1 Tercio «جران كابيتان»
    - 1 المدرعة الخفيفة بانديرا

  - 52 القوات الأهلية النظامية فوج المشاة الخفيفة «مليلة»
  - 10 فوج الفرسان المدرع «الكانتارا»
  - 32 فوج مدفعية المختلطة (حقل الطيران والمدفعية وزير الدفاع)
  - فوج الهندسة 8
  - مجموعة اللوجستيات 24
  - إشارات شركة

### القيادة العامة جزر باليارك
- 47 بالما فوج المشاة الخفيفة
  - 1 - 47 الفلبين كتيبة المشاة الخفيفة
  - خدمة الشركة
  - القيادة ودعم الشركة
  - شركة البندقية
- 91 فوج مدفعية المختلطة (الميدان ومدفعية الدفاع الجوي)
- مقر الكتيبة
- وحدة المهندس 14
- وحدة النقل والإمداد 71
- الخدمات العامة وحدة قاعدة أسنسيو

### وحدات دعم للقوات البرية
- قيادة العمليات الخاصة (إسبانيا)  قيادة العمليات الخاصة
  - مقر الكتيبة
  - كتيبة القوات الخاصة «فالنسيا» ثالثا
  - كتيبة القوات الخاصة «ديل Tercio Ampurdán» رابعا
  - كتيبة القوات الخاصة "Maderal Oleaga" التاسع عشر
  - إشارات شركة

'قيادة مدفعية الميدان '* (سان أندريس ديل Rabanedo)، ليون)
- - 11th فوج مدفعية الميدان (ديل فال كاستريو، برغش)
    - 1 - 11th الذاتي الدفع من نوع كتيبة مدفعية الميدان (M109A5)
    - 2 - 11th الذاتي الدفع من نوع كتيبة مدفعية الميدان (M109A5)

  - 62 راجمة صواريخ وفوج المدفعية الميدانية (أستورغا، ليون)
    - الصواريخ الميدانية 1 - 62 كتيبة المشغل (تيرويل MRL ؛ يجري حاليا الاستعاضة عنها إم 142 هيمارس)
    - مدفعية الميدان 2 - 62 كتيبة (155/52 الهاون)

  - فوج مدفعية الميدان 63
    - 1 - 63 الذاتي الدفع من نوع كتيبة مدفعية الميدان (M110A2)
    - 2 - 63 الذاتي الدفع من نوع كتيبة مدفعية الميدان (M110A2)
    - مدفعية الميدان 3 - 63 الخفيفة الكتيبة (UAV اقتناء وحدة الهدف)
- 'المدفعية الساحلية قيادة '(تريفة، قادش)
  - 4 فوج المدفعية الساحلية (سان فرناندو، وقادش)
    - 1 - 4 بطارية المدفعية الساحلية
    - 2 - 4 بطارية المدفعية الساحلية

  - مراقبة 5 والهدف اكتساب البطارية (سان روكي، وقادش)
- الأسبانية الجيش قيادة الدفاع الجوي  قيادة الدفاع الجوي (مدريد)
  - 71 فوج مدفعية الدفاع الجوي
  - 72 فوج مدفعية الدفاع الجوي (سرقسطة)
  - 73 فوج مدفعية الدفاع الجوي (قرطاجنة، مورسيا)
  - 74 فوج مدفعية الدفاع الجوي (دوس هرماناس، اشبيلية)
  - 81 فوج مدفعية الدفاع الجوي (مشاة البحرية، فالنسيا)
  - فوج مدفعية الدفاع الجوي (سان فرناندو، وقادش)
  - إشارات الفصيلة (مدريد)

'قيادة المهندس '* (سالامانكا)
- - 1 فوج الهندسة (برغش)
  - 11th فوج المهندس الخاصة
    - الكتيبة بناء الطرق
    - الكتيبة بناء مأوى

  - 12TH فوج الهندسة الخاصة والتجسير (سرقسطة)
- ' القوات الجوية للجيش " FAMET "
  - مروحية هجومية 1 كتيبة (الماجرو، سيوداد ريال مدريد)
  - الكتيبة الاعتداء 3 "(Agoncillo، لاريوخا)
  - مروحية هجومية 4 الكتيبة (ش Copero، اشبيلية)
  - مروحية نقل كتيبة 5 (Colmenar فيجو، مدريد)
  - FAMET إشارات الكتيبة (Colmenar فيجو، مدريد)
  - الكتيبة اللوجستية FAMET (Colmenar فيجو، مدريد)
- اشارات لواء (Bétera، فالنسيا)

1 اشارات ** فوج (ديل فال كاستريو، برغش)
- - فوج اشارات 2 (الكالا دي هيناريس، مدريد)
  - اشارات فوج 21 (المارينز، فالنسيا)
  - 31 الحرب الالكترونية فوج (ش باردو، مدريد)
  - 32 فوج الحرب الالكترونية (دوس هرماناس، اشبيلية)

غيرها من وحدات من القوات البرية :
- 1 الملك من فوج المشاة Inmemorial AHQ (مدريد)
- 1. بي سي فوج «فالنسيا» (فالنسيا)
- كتيبة الشؤون المدنية (فالنسيا)
- 3 اشارات فوج (بوزويلو دي ألاركون، مدريد)

### القيادة العامة جزر الكناري
- 94 فوج مدفعية الدفاع الجوي
- كتيبة الهليكوبتر 6 (سان كريستوبال دي لا لاغونا، تينيريف)
- لواء المشاة الخفيفة'16th «جزر الكناري» ' (لاس بالماس دي غران كناريا، ولاس بالماس)
  - مقر الكتيبة
  - 9 فوج المشاة الخفيفة «صوريا» (فويرتيفنتورا، ولاس بالماس)
  - فوج المشاة الخفيفة 49 «تينيريفي» (سانتا كروز دي تينيريفي، تينيريفي)
  - 50 فوج المشاة الخفيفة «جزر الكناري»
  - فوج مدفعية الميدان 93 (سان كريستوبال دي لا لاغونا، تينيريفي)
  - المهندس الكتيبة 15 (سان كريستوبال دي لا لاغونا، تينيريف)
  - مجموعة اللوجستيات 16
  - شركة إشارات 16

### قوات العمليات اللوجستية
- قيادة الدعم اللوجستي  (فالنسيا)
- 1 ش وجستيات القوات  (اشبيلية)
  - الدعم اللوجستي 11th المجموعة (Colmenar فيجو، مدريد).
  - مجموعة الدعم اللوجستي 21
  - فريق الدعم اللوجستي 81 (سان كريستوبال دي لا لاغونا، وسانتا كروز دي تينيريفي)
  - والخدمات اللوجستية 22 فريق الدعم (غرناطة)
- 2 الثانية وجستيات القوات  (سرقسطة)
  - فريق الدعم اللوجستي 31 (باتيرنا، فالنسيا)
  - فريق الدعم اللوجستي 41
  - الدعم اللوجستي 61 مجموعة (بلد الوليد)
- الطبية لواء  (بوزويلو دي ألاركون ومدريد)
  - 1 الكتيبة الطبية
  - الكتيبة الطبية 2 (منزل عطاء، فالنسيا)
  - 3 الكتيبة الطبية (سرقسطة)
  - مستشفى ميداني
  - كتيبة الدعم الطبي ز

## معدات

### الأسلحة
- المقاطع & كوخ USP -- 9 ملم مسدس سلاح قياسي.
- المقاطع & كوخ MP5 -- 9 ملم مسدس رشاش قوات العمليات الخاصة.
- هونغ كونغ G36E -- 5،56 ملم بندقية سلاح قياسي. G36 البديل التصدير (أي مشهد النقطة الحمراء، 1.5x نطاق يوميا) ومتغيرات أخرى مثل G - 36K & G - 36C لقوات خاصة ووحدات فردية أخرى، تم تزويد بعض الوحدات مع نطاق اليوم 4X، Aimpoint ومشهد سلاح الثلاثية الأبعاد المتغيرات.
- المقاطع & كوخ وG36KE G36CE -- 5،56 ملم بندقية هجومية قوات العمليات الخاصة.
- راينميتال أم جي 3 -- 7،62 ملم منظمة حلف شمال الأطلسي الرشاشات المتوسطة
- هونغ كونغ MG4 -- 5،56 ملم الرشاشات الخفيفة (قياسي LMG)
- براوننج M2 HB—12.70 مم مدفع رشاش ثقيل
- SB LAG 40 قاذفة قنابل يدوية
- Instalaza قصر الحمراء - DO قنبلة يدوية
- Instalaza C - 100 Alcotán—100 ملم وقاذفة قنابل مضادة للدبابات
- Instalaza C - 90 CR (M3)—90 قاذفة قنابل المتاح ملم مضادة للدبابات
- سبايك—قاذفة صواريخ مضادة للدبابات
- ميلان—قاذفة صواريخ مضادة للدبابات
- السحب 2—صواريخ مضادة للدبابات قاذفة
- باريت M95—12.7 ملم الثقيلة بندقية قنص
- دقة الحرب الدولية في القطب الشمالي—بندقية قناص عيار 7.62 ملم
- ECIA L65/60 ضوء هاون عيار 60 ملم
- ECIA L65/81 هاون—متوسطة هاون من عيار 81 ملم
- ECIA L65/105 هاون—105 ملم هاون المتوسطة
- ECIA L65/120 هاون—120 قذيفة هاون من عيار ثقيل

### المركبات القتالية
- 219 ليوبارد 2E (A6) دبابة قتال رئيسية
- 108 ليوبارد 2 A4 دبابة قتال رئيسية (سيتم ترقيتها إلى مستوى A6)
- 88 - 105B1 VRC CENTAURO بعجلات الدبابات المدمرة
- 345 بيزارو عربة المشاة القتالية
- 682 BMR - M1 المتوسط ست عجلات APC
- 95 مركزنا - M1 الفرسان الكشفية السيارة
- 90 TOM Bv206S عربة مجنزرة
- 500 IVECO LMV Lince 4WD مركبة تكتيكية (ترتيب مجموع 575)
- 180 RG - 31 Mk5E نيالا (MRAP) 4WD مركبة تكتيكية (MRAP)
- اورو فامتاك، وجميع التضاريس مركبة تكتيكية 4X4 (أكثر من 1500)
- سانتانا انيبال، وجميع التضاريس 4X4 فائدة مركبة (أكثر من 1500)
- IVECO EUROCARGO كل فائدة مركبة التضاريس
- ايفيكو M250W.37
- VEMPAR شاحنة ثقيلة تكتيك 450HP، 20T شاحنة بضائع

### المدفعية
- M109A5—155/39 ملم ذاتية الحركة قذاف، كما M109A5 (+96)
- 155/52 APU SBT—155/52 مم هاوتزر (84)
- L - 118A1—105/37 مم هاوتزر ضوء الميدان (59)
- M56—105/14 مم هاوتزر حزمة
- فيكرز ح 1912—305 / 50 ملم المدفعية الساحلية قطعة
- فيكرز 1923—152.4/50 قطعة مدفعية ملم الساحلية
- فيكرز 1926–381 / 45 ملم قطعة مدفعية ساحلية
- أورليكن GDF - 005 35/90 35 ملم قطعة مدفعية مضادة للطائرات
- رايثيون MIM - 23 HAWK—منظومة صواريخ أرض جو من طراز
- رايثيون باتريوت MIM - 104—منظومة صواريخ أرض جو من طراز
- رولان منظومة الدفاع الجوي—موبايل قصيرة المدى نظام صواريخ ارض جو من طراز
- Skyguard - Aspide—سبادا 2000 نظام نظام صاروخي مضاد للطائرات
- صواريخ سام النرويجية المتقدمة—Nasams نظام نظام صاروخي مضاد للطائرات
- إم بي دي إيه SATCP صواريخ ميسترال—الأشعة تحت الحمراء المضادة للطائرات منظومة الصواريخ صاروخ موجه
- تيرويل MRL—مدفوعا صاحبة موضوع نظام إطلاق الصواريخ (لتحل محلها [[] HIMARS])
- بوفورز مدفع 40 ملم—40 ملم مضادة للطائرات autocannon

### المروحيات

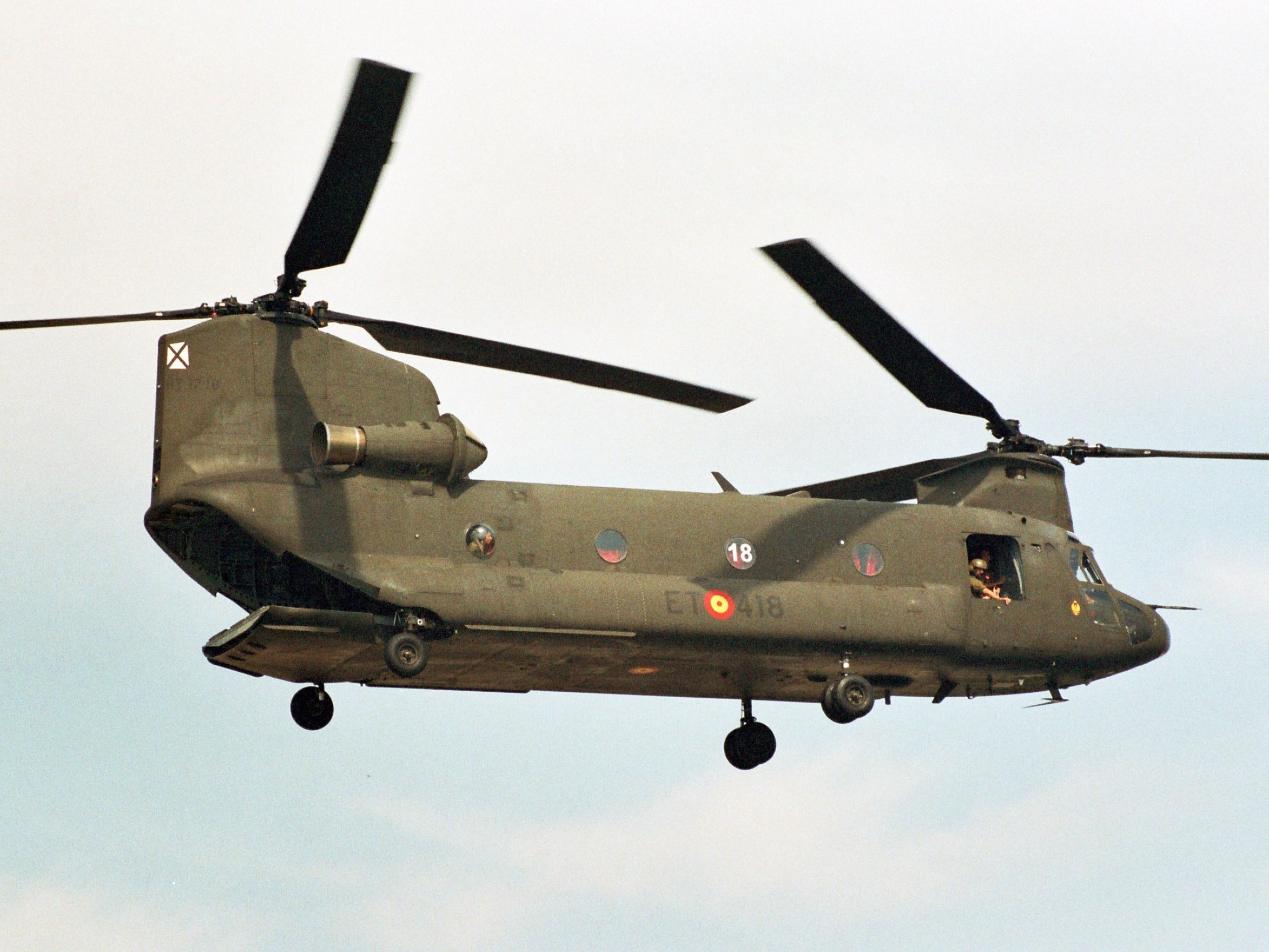
CH - 47 شينوك هليكوبتر.

- 17 بوينغ من طراز شينوك CH - 47—النقل الثقيل (المذهب الأسبانية HT - 17)
- 16 يوروكوبتر AS سوبر بوما 332—مروحية نقل (المذهب الأسبانية HT - 21 UC)
- 14 يوروكوبتر إيه إس 532
- 50 يوروكوبتر EC 135
- 31 UH - 1 الإيروكوا
- 6 UH - 1N التوأم هيوي إلى أن يتم تحويلها إلى البحرية الأسبانية
- 28 بو MBB 105 ليتم بيعها إلى [[] أوروغواي]
- 24 يوروكوبتر النمر
- 50 إن إتش-90 المخططة

### طائرات بدون طيار
- 4 سيفا UAV
- 4 IAI الباحث MK II J
- 27 RQ - 11 الغراب
- EADS البركودة (الألمانية—الأسبانية المشتركة فينشر نموذج المرحلة)

## وصلات خارجية ومزيد من القراءة
- Home page of the Spanish Land Army (بالإنجليزية)
- Recruitment page (بالإسبانية)
- The Spanish Military Forum